# Vrély
Vrély é uma comuna francesa na região administrativa de Altos da França, no departamento de Somme. Estende-se por uma área de 5,66 km². Em 2010 a comuna tinha 452 habitantes (densidade: 79,9 hab./km²).